# Sachiko Hidari

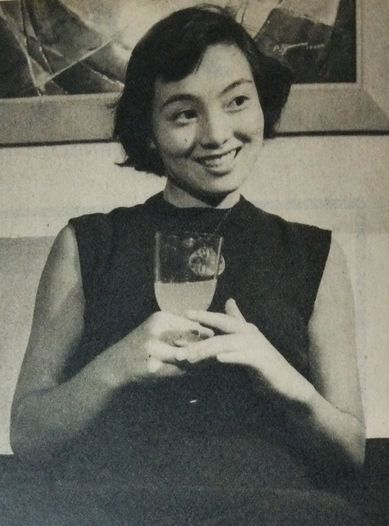
Sachiko Hidari, 1952

Sachiko Hidari (japanisch 左 幸子 Hidari Sachiko; * 29. Juni 1930 in Asahi, Shimoniikawa-gun, Präfektur Toyama; † 7. November 2001 in Tokio; eigentlich Sachiko Nukamura 額村 幸子 Nukamura Sachiko) war eine japanische Theater- und Filmschauspielerin und Regisseurin. In ihrer Filmkarriere agierte sie in über 30 Spielfilmen aller Genres, vorwiegend in Dramen. Einem breiten Publikum wurde sie durch ihre Hauptrollen in Susumu Hanis Sie und Er und Shōhei Imamuras Das Insektenweib (beide 1964) bekannt.

## Leben
Sachiko Hidari wurde 1930 als Sachiko Nukamura in der Präfektur Toyama, am Japanischen Meer, geboren. Sie war die älteste Tochter eines Antiquitätenhändlers und hatte sieben weitere Geschwister. Hidari besuchte nach dem Abitur in Tokio das Tokyo Women's Physical Education College und ließ sich als Lehrerin ausbilden. Sie arbeitete als Sport- und Musiklehrerin an einer Tokioter High School, bevor sie Interesse an der Schauspielerei entwickelte und einer Theatergruppe beitrat. Anfang der 1950er Jahre begann sie als Filmschauspielerin in Erscheinung zu treten und hatte erste größere Rollen in Heinosuke Goshos An Inn at Osaka und The Cock Crows Again. Für ihre Nebenrollen in Masahiro Makinos Jinsei tonbō gaeri und Seiji Hisamatsus Drama Ofukuro gewann sie 1956 den Preis des Mainichi Eiga Concours.
Einem internationalen Publikum wurde Hidari erstmals 1957 durch die erneute Zusammenarbeit mit Seiji Hisamatsu an The Crime of Shiro Kamisaka (1956) bekannt, für den sie den Darstellerpreis auf dem Filmfestival im irischen Cork erhielt. Weitere Filmrollen in preisgekrönten Werken wie Yūzō Kawashimas Komödie Bakumatsu taiyoden (1957), in dem sie die Rolle einer Prostituierten übernahm oder Tadashi Imais Mahiru no ankoku (1956) folgten. Ende der 1950er Jahre fand sie das private Glück mit Susumu Hani. Obwohl der Regisseur der „japanischen Nouvelle Vague“ in seinen Filmen verstärkt auf Laiendarsteller setzte, vertraute er auch seiner erfahrenen Ehefrau Rollen in seinen Werken an. Großer internationaler Erfolg war Hidari 1964 beschieden, als sie die Hauptrollen in Susumu Hanis und Shōhei Imamura sozialkritischen Regiearbeiten Sie und Er beziehungsweise Das Insektenweib interpretierte.
In Hanis Drama ist Hidari als gutsituierte Gattin und Bewohnerin einer komfortablen Tokioter Hochhaussiedlung zu sehen. Diese zeigt sich vom Schicksal der Lumpensammler in direkter Nachbarschaft berührt und nimmt sich, gegen den Willen ihres Mannes (gespielt von Eiji Okada), den ärmlichen Bewohnern an. Imamura setzte Hidari dagegen in der Lebensgeschichte einer ausgebeuteten Bauernmagd in Szene, die einen Zeitraum von 1918 bis 1962 abdeckt. Tome, eine alleinerziehende Mutter schlägt sich in Tokio als Fabrikarbeiterin, Putzfrau und Prostituierte durch, ehe sie selbst zur Betreiberin eines Callgirl-Rings und Gewerkschaftssprecherin aufsteigt. Am Ende landet das Mädchen vom Land im Gefängnis und muss feststellen, dass sie von Männern abhängig bleibt.
Beide Filme erhielten noch im selben Jahr eine Einladung in den Wettbewerb der 14. Filmfestspiele von Berlin, wo Hidari als erste asiatische Schauspielerin mit dem Silbernen Bären als beste Darstellerin des Filmfestivals ausgezeichnet wurde. Für die Porträts der Naoko beziehungsweise der Tome hatte die Wettbewerbsjury um den amerikanischen Regisseur Anthony Mann der 34-Jährigen den Vorzug vor so bekannten Aktricen wie der Italienerin Claudia Cardinale (Zwei Tage und zwei Nächte) oder der Amerikanerin Kim Novak (Der Menschen Hörigkeit) gegeben. Noch im selben Jahr wurde Hidari für Sie und Er und Das Insektenweib mit den wichtigsten japanischen Filmpreisen Blue Ribbon, Kinema-Jumpō und Mainichi Eiga Concours geehrt. In den folgenden Jahrzehnten blieb sie als Filmschauspielerin aktiv und wirkte ebenfalls häufig im japanischen Fernsehen und Dokumentarfilmen mit.
Nach der Trennung von ihrem Ehemann wechselte die Japanerin in den 1970er Jahren kurzzeitig ins Regie- und Produzentenfach. War sie schon an dem Kompilationsfilm Faire l'amour – Emmanuelle et ses soeurs (1971) beteiligt gewesen, gab sie ihr Spielfilmdebüt mit Die ferne Straße, in dem sie Elemente japanischer und westlicher Filmtechnik miteinfließen ließ und auch eine der Hauptrollen übernahm. Das Drama, das sich über einen Zeitraum von drei Jahrzehnten erstreckt, verfolgt das Leben einer Bahnarbeiterfrau im nördlichen Nachkriegsjapan. Die ferne Straße war 1978 im Wettbewerb um den Goldenen Bären der 28. Filmfestspiele von Berlin vertreten. Im selben Jahr wurde der Film in die Reihe New Directors/New Films des Museum of Modern Art in New York aufgenommen und gezeigt. Janet Maslin, Filmkritikerin der New York Times lobte Hidari als offensichtliche Regie-Hoffnung, deren Talent beeindruckender wäre, als das Material des Films auf den sie den Fokus gelegt hatte.
Von 1959 bis zur Scheidung im Jahr 1977 war Hidari mit dem Filmregisseur Susumu Hani verheiratet. Aus der Beziehung ging die 1964 geborene Tochter Mio Hani hervor, die sich selbst einen Namen als Essayistin und Regisseurin machen sollte. Hidaris 17 Jahre jüngere Schwester Tokie Hidari (* 1947) wechselte ebenfalls bereits als Kind ins Schauspielfach.
Mitte der 1980er Jahre musste sich die japanische Schauspielerin nach einer Krebsdiagnose einen Teil des Magens entfernen lassen. 1991 feierte sie ihr Comeback als Theaterdarstellerin auf der japanischen Bühne. 2001 verstarb Hidari im Alter von 71 Jahren an Krebs im Tokioter National Cancer Center. Posthum erhielt sie 2002 im Rahmen des Mainichi Eiga Concours einen Ehrenpreis für ihr Lebenswerk zugesprochen.

## Filmografie

### Schauspielerin (Auswahl)
- 1955: Jinsei Tombō gaeri
- 1955: Ofukuru
- 1956: Kamisaka Shirō no Hanzai (engl. The Crime of Shiro Kamisaka)
- 1957: Bakumatsu Taiyoden (engl. Sun in the Last Days of the Shogunate)
- 1960: Jokyo
- 1963: Sie und Er (彼女と彼, Kanojo to kare )
- 1963: Das Insektenweib (にっぽん昆虫記, Nippon konchuki)
- 1965: Kiga Kaikyo (engl. A Fugitive from the Past)
- 1967: Onna no Issho
- 1972: Unter dem Banner der aufgehenden Sonne (Gunki hatameku motoni)
- 1978: Sonezaki Shinjū (engl. Double Suicide of Sonezaki)
- 1985: Mishima – Ein Leben in vier Kapiteln (engl. Mishima: A Life in Four Chapters)

### Regie
- 1971: Faire l'amour – Emmanuelle et ses soeurs (Kompilationsfilm)
- 1977: Die ferne Straße (Toi ippon no michi)

## Auszeichnungen

### Japanese Academy Award
- 1979: nominiert als Beste Nebendarstellerin für Sonezaki shinju

### Weitere
Internationale Filmfestspiele Berlin
- 1964: Beste Darstellerin für Sie und Er und Das Insektenweib

Blue Ribbon Award
- 1964: Beste Hauptdarstellerin für Sie und Er und Das Insektenweib

Cork Film Festival
- 1957: Beste Darstellerin für The Crime of Shiro Kamisaka

Kinema-Jumpō-Preis
- 1964: Beste Darstellerin für Sie und Er und Das Insektenweib

Mainichi Eiga Concours
- 1956: Beste Nebendarstellerin für Ofukuro und Jinsei tonbô gaeri
- 1964: Beste Hauptdarstellerin für Sie und Er und Das Insektenweib
- 1966: Beste Hauptdarstellerin für Kiga kaikyo
- 1968: Beste Nebendarstellerin für Onna no issho
- 2002: Ehrenpreis für ihr Lebenswerk